# John Quinn Weitzel
John Quinn Weitzel MM (ur. 10 maja 1928 w Chicago, zm. 30 grudnia 2022 w Maryknoll) – amerykański duchowny katolicki, biskup Samoa-Pago Pago w latach 1986-2013.

## Życiorys
Święcenia kapłańskie otrzymał 11 czerwca 1955 jako członek Amerykańskiego Stowarzyszenia Katolickich Misji Zagranicznych.
9 czerwca 1986 papież Jan Paweł II mianował go ordynariuszem  nowo utworzonej diecezji Samoa-Pago Pago w metropolii Samoa-Apia. Sakry udzielił mu 29 października 1986 kard. Pio Taofinuʻu.
31 maja 2013 papież Franciszek przyjął jego rezygnację z pełnionego urzędu złożoną ze względu na wiek (wiek emerytalny osiągnął dziesięć lat wcześniej).